# ファニー・ヴァレット
ファニー・ヴァレット（Fanny Valette、1986年7月4日 - ）は、フランス出身の女優。

## 人物
映画・TVドラマ双方で活動する同国有力女優の一人。2006年に母国の映画賞「リュミエール賞」にて新人賞を獲得。代表作に『モリエール 恋こそ喜劇』『デッドクリフ』などがある。

## 主な出演作品

### 映画
- The Frenchman's Son（1999）
- Little Jerusalem（2005）
- Il était une fois... Sasha et Désiré（2006）
- モリエール 恋こそ喜劇（2007）
- デッドクリフ（2009）
- Je ne vous oublierai jamais（2010）
- Night Fare（2014）
- A Love You（2015）
- Un profil pour deux（2017）

ほか多数

### ドラマ
- La Famille Sapajou（1997）
- Justice de femme（2002）
- L'Avare（2007）
- Le Pas Petit Poucet（2010）
- L'Épervier（2011）
- La main passe（2012）
- Templeton（2015）

ほか多数